# Parc des Cropettes
Le parc des Cropettes  est un jardin public situé dans le quartier des Cropettes à Genève, en Suisse.

## Nom
Le parc prend le nom donné à son environnement appelée Les Cropettes.

## Histoire

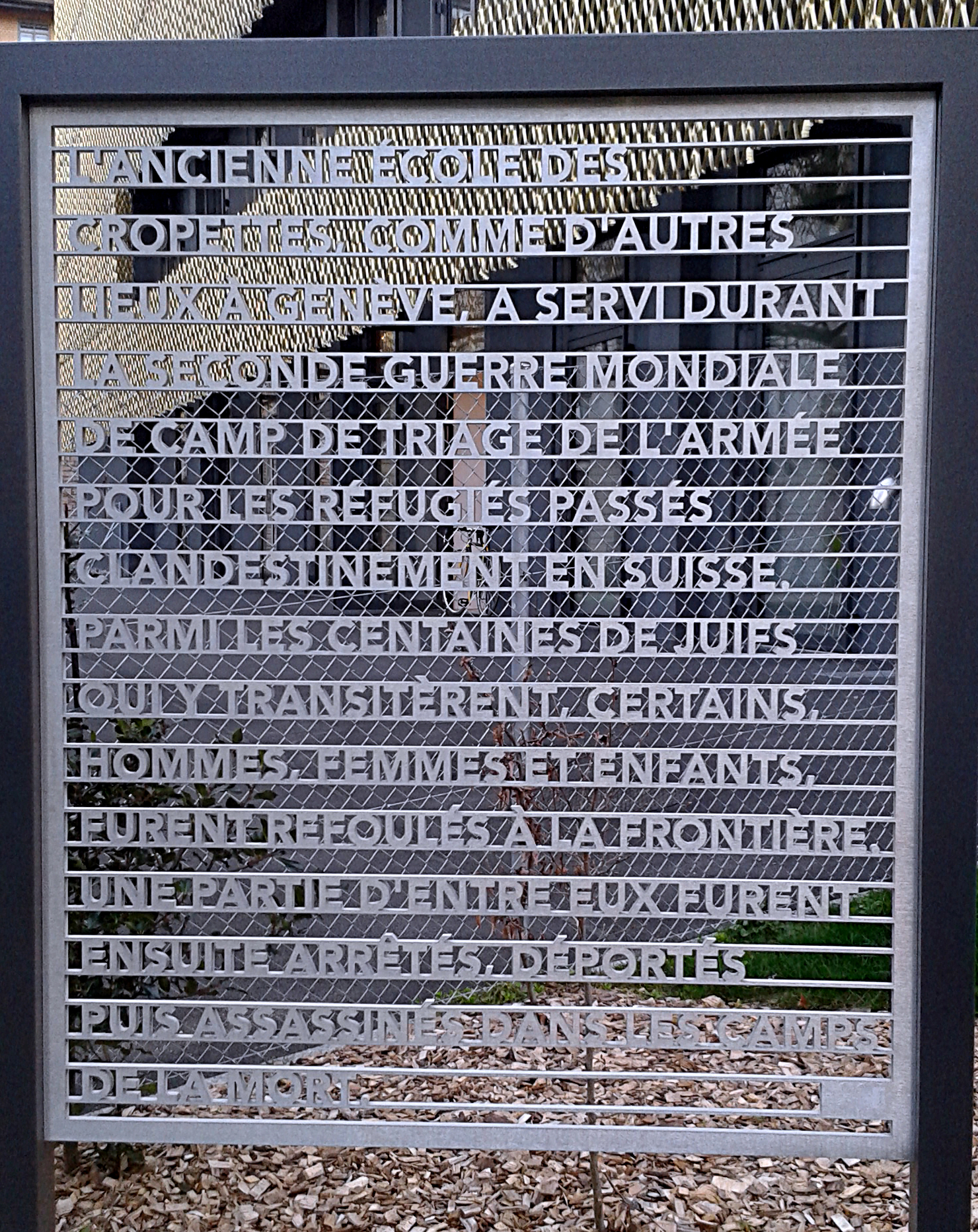
Plaque commémorative de l'école des Cropettes.

En 1858, la petite-nièce de Léonard Baulacre lègue un jardin à la ville de Genève. Une propriété voisine appartenant à la famille Croppet, originaire des Dombes, est acquise par la ville en 1873 grâce au legs du duc Charles II de Brunswick.
Le 27 janvier 2016, une plaque commémorative est inaugurée pour rappeler que l'école installée dans le parc a servi de centre de triage accueillant 2 526 réfugiés dont Rosette Wolczak durant la Seconde Guerre mondiale.
Le 16 septembre 2017, le parc accueille le festival Alternatiba.

## Enseignement
Une première école enfantine s'installe dans l'ancienne maison de maître avant qu'une autre ne soit construite en 1889-1890. Une école primaire de style Heimatschutz est construite en 1902 par Marc Camoletti. Celle-ci se trouve dans le haut du parc.
Le 4 octobre 2015, un bâtiment parascolaire est inauguré à l'angle ouest du parc.

## Divers
Un étang abrite des canards.

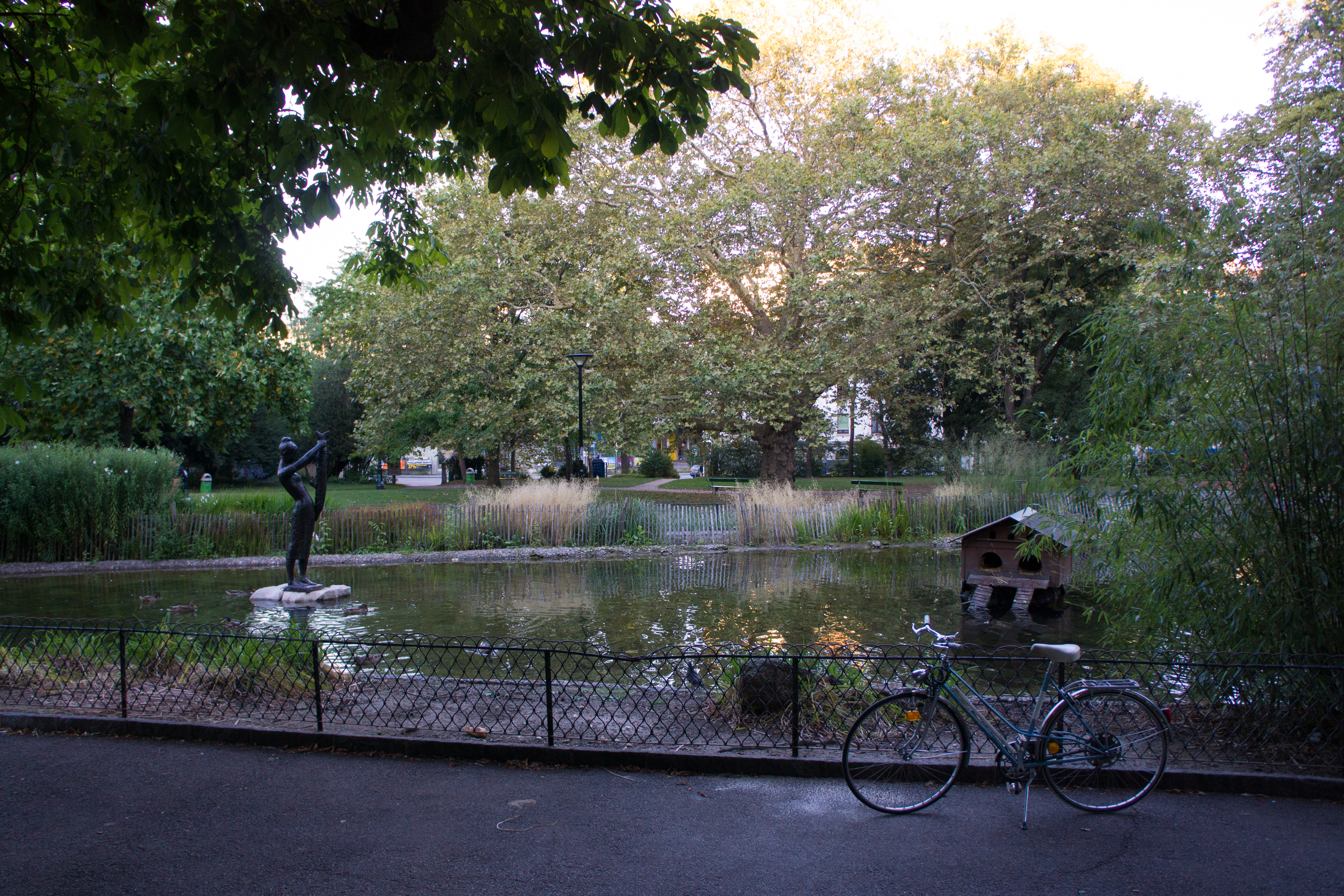
Étang du parc des Cropettes.

La statue d'une jeune fille brandissant un poisson s'y trouve.